# Shona Robison

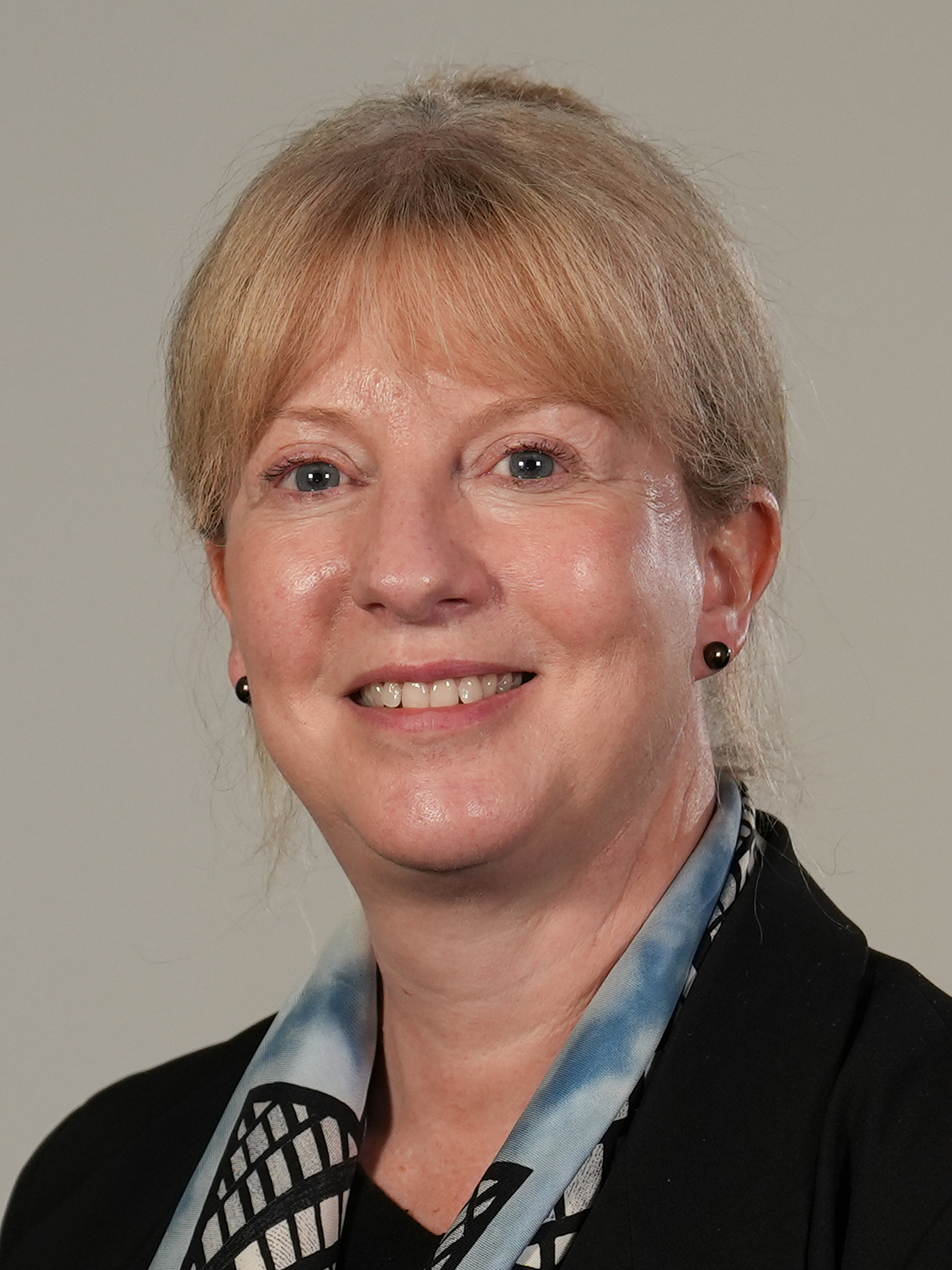
Shona Robison (2024)

Shona Robison (* 26. Mai 1966 in Redcar, England) ist eine schottische Politikerin und Mitglied der Scottish National Party (SNP).

## Leben
Robison besuchte die Alva Academy und studierte anschließend Sozialwissenschaften an der Universität Glasgow. Sie wechselte dann an das Jordanhill College und war in der Folge als Gemeindearbeiterin in Glasgow tätig. Robison ist mit dem Unterhausabgeordneten Stewart Hosie verheiratet, Mutter einer Tochter und lebt in Dundee.

## Politischer Werdegang
Erstmals trat Robison bei den Unterhauswahlen 1997 zu nationalen Wahlen an. In ihrem Wahlkreis Dundee East erhielt sie jedoch nur die zweithöchste Stimmenanzahl hinter dem Labour-Kandidaten John McAllion und verpasste damit den Einzug in das Britische Unterhaus. Bei den ersten Schottischen Parlamentswahlen im Jahre 1999 kandidierte Robison abermals im Wahlkreis Dundee East, unterlag jedoch abermals McAllion. Auf der Regionalwahlliste der SNP für die Wahlregion North East Scotland nahm sie den fünften Platz ein. Da die vor ihr gelisteten SNP-Politiker Alex Salmond und Andrew Welsh Direktmandate gewannen, erhielt sie eines von vier Listenmandaten der SNP in der Wahlregion und zog in das neugeschaffene Schottische Parlament ein. Ab September 2000 war sie bis zum Ende der Legislaturperiode im Schattenkabinett der SNP als stellvertretende Staatssekretärin für Gesundheit vorgesehen.
Bei den folgenden Parlamentswahlen 2003 gewann sie das Direktmandat von Dundee East mit einem Vorsprung von nur 90 Stimmen und verteidigte das Mandat bei den Parlamentswahlen 2007. Im Schattenkabinett der SNP ab Mai 2003 war Robison Staatssekretärin für Gesundheit. Nach dem Wahlsieg der SNP im Jahre 2007 wurde sie in der Konsequenz zur Staatssekretärin für Gesundheit bestellt. Im Zuge der Wahlkreisreform 2011 wurde der Wahlkreis Dundee East aufgelöst und weitgehend durch den neugeschaffenen Wahlkreis Dundee City East ersetzt, für den Robison bei den Parlamentswahlen 2011 kandidierte. Sie erhielt 64,2 % der Stimmen und errang somit deutlich das Direktmandat des neuen Wahlkreises. Im neugebildeten Kabinett wurde sie zur Ministerin für Commonwealth Games und Sport ernannt.
Am 23. März 2023 nominierte sie der neu in das Amt gekommene First Minister Humza Yousaf als seine Stellvertreterin. Das Kabinett Yousaf endete am 7. Mai 2024.
Robison gab im März 2025 bekannt, bei der Wahl zum schottischen Parlament im Jahr 2026 nicht erneut zu kandidieren.